# Nissan Z
Seria silników Nissan typu Z produkowana w latach 1979-1989 o pojemności od 1,8 do 2,4 litra. Cechą charakterystyczną silników było zastosowanie krzyżowo przepływowej głowicy cylindra, zawór wlotowy przesunięto do prawej a zawór wylotowy umieszczono po przeciwnej stronie, zwiększyło to moc i zredukowało emisje spalin. Taka zmiana w układzie zaworów pozwala mieszance łatwiej wpływać do komory spalania oraz przez zawór wylotowy łatwiej ją opuszczać, dzięki temu przepływ mieszanki nie jest zaburzony i cały proces napełniania i opróżniania komory jest bardziej efektywny.